# Marcelo Ojeda
Marcelo Ojeda, né le 8 décembre 1968 à Avellaneda (Argentine), est un footballeur argentin, évoluant au poste de gardien de but. Au cours de sa carrière, il évolue à Defensa y Justicia, à Lanús, à Tenerife, à Estudiantes et à Argentinos Juniors ainsi qu'en équipe d'Argentine.
Bossio obtient une sélection avec l'équipe d'Argentine en 1997. Il participe à la Copa América en 1997 avec l'équipe d'Argentine.

## Biographie
Évoluant au poste de gardien de but, Ojeda fait partie de l'équipe d'Argentine qui dispute la Copa América en 1997. Il compte une sélection avec l'Albiceleste en 1997.
Il dispute 9 matchs en Coupe de l'UEFA avec le club de Tenerife lors de la saison 1996-1997.

## Carrière de joueur
- 1987-1990 :  Defensa y Justicia
- 1990-1994 :  Lanús
- 1994-2000 :  Tenerife
- 2000 :  Estudiantes
- 2000-2001 :  Tenerife
- 2001 :  Argentinos Juniors[2]

## Palmarès

### En équipe nationale
- 1 sélection et 0 but avec l'équipe d'Argentine en 1997